# Charles Stanley (pasteur)
Pour les articles homonymes, voir Charles Stanley.
Charles Stanley, né le 25 septembre 1932 à Dry Fork près de Danville (Virginie) et mort le 18 avril 2023 à Atlanta (Géorgie), est un pasteur chrétien baptiste américain.
Il a été le pasteur principal de la Première église baptiste
d’Atlanta, télévangéliste et le fondateur des « Ministères En Contact ».

## Biographie
Charles Stanley a étudié à l'Université de Richmond et a obtenu un Bachelor of Arts, puis il a étudié la théologie au Southwestern Baptist Theological Seminary à Fort Worth (Texas) et a obtenu un Master (Master of Divinity). Il a également étudié la théologie au Luther Rice Seminary à Jacksonville (Floride) et a obtenu un doctorat.

### Ministère
En 1969, Charles Stanley est devenu pasteur à la Première église baptiste d’Atlanta et le pasteur principal en 1971,. En 1972, il a débuté une émission télévisée appelée The Chapel Hour . En 1977, il a fondé les « Ministères En Contact », une organisation d’enseignement de la bible, avec un magazine mensuel. En 1978, il a débuté la diffusion de l’émission télévisée In Touch.  L'émission a été traduite en 50 langues . En 1984 et 1985, il a été élu président de la Southern Baptist Convention. En septembre 2020, il a quitté son poste de pasteur principal à la First Baptist Church d’Atlanta.